# Sustrum
Sustrum est une commune allemande de l'arrondissement du Pays de l'Ems, Land de Basse-Saxe.

## Géographie
La commune se situe entre la rive ouest de l'Ems et la frontière avec les Pays-Bas.
| Sellingen   | Walchum | Kluse        |
| Laudermarke | Sustrum | Fresenburg   |
| Agodorp     | Haren   | Niederlangen |

La BAB 31 traverse son territoire, à proximité de la commune.

## Histoire
La forme actuelle de la commune est la fusion de Sustrum, Neusustrum et Sustrum-Moor en janvier 1973.
Sustrum
Sustrum est mentionné pour la première fois au XIe siècle dans les registres de l'abbaye de Corvey, ce qui en fait un des lieux les plus anciens du pays de l'Ems. Au cours du temps, il prend l'orthographe de "Suhtram" (XIIe siècle), "Zutgerum" ou "Zutzerem" (1358). Sustrum demeure depuis 1534.
Le village est principalement connu pour les dangers de la rivière à son niveau. Après un naufrage le 12 mars 1920, l'église est inaugurée le 6 décembre 1923 et consacrée à Saint-Nicolas en 1927.
Neusustrum
Neusustrum est construite à la suite de l'assèchement de la tourbière (Moor) le 17 août 1788. Une agriculture de qualité se développe à partir de 1829.
Sustrum-Moor
Sustrum-Moor s'élève dans les années 1930. En 1933, un camp de concentration reçoit un millier de Schutzhaft venant de celui de Neusustrum et à partir de 1934 du ministère du Reich à la Justice. Ludwig Pappenheim y est fusillé le 4 janvier 1934.

## Source, notes et références
- (de) Cet article est partiellement ou en totalité issu de l’article de Wikipédia en allemand intitulé « Sustrum » (voir la liste des auteurs).